# 布魯克斯鎮區 (密歇根州)
布魯克斯鎮區（英語：Brooks Township）是位於美國密歇根州紐威哥縣的一個行政鎮區。

## 地方資料
布魯克斯鎮區的面積為88.20平方千米，當中陸地面積為82.20平方千米，而水域面積為6.00平方千米。根據2020年美國人口普查的數據，當地共有人口3705人，而人口密度為每平方千米42.01人。